# Eucereon ignota
Eucereon ignota là một loài bướm đêm thuộc phân họ Arctiinae, họ Erebidae.